# 高雄市新興區七賢國民小學
高雄市新興區七賢國民小學（英語：Kaohsiung Municipal Cisian Elementary School），是一所位於高雄市新興區的國民小學。

## 學校願景
創新、多元、合群、感恩

## 歷任校長
| 任數   | 任期                   | 姓名   | 備註及現職                                |
| 第一任 | 1976/03/27～1987/07/31 | 蘇登光 | 創校校長，已退休。                        |
| 第二任 | 1987/08/01～1995/07/31 | 高顯揚 | 病逝                                      |
| 代理   | 1995/09/12～1996/01/31 | 林美惠 | 原為主任，接代理校長職務                  |
| 第三任 | 1996/02/01～1997/07/31 | 薛梨真 | 現職大仁科技大學幼兒保育系教授(2006~2017) |
| 第四任 | 1997/08/01～2003/07/31 | 吳新祥 | 已退休                                    |
| 第五任 | 2003/08/01～2009/07/31 | 鄭英一 | 已退休                                    |
| 第六任 | 2009/08/01～2016/07/31 | 陳順像 | 已退休                                    |
| 第七任 | 2016/08/01～2024/07/31 | 夏紹彰 | 調任獅甲國小                              |

## 外部連結
- 七賢國小—學校網站 （页面存档备份，存于）
- 七賢國小—特色剪輯 （页面存档备份，存于）
- 七賢國小—媒體報導
- 七賢國小—影音相簿[]
- 七賢國小—校歌教唱 （页面存档备份，存于）
- 七賢國小—Facebook （页面存档备份，存于）
- 七賢國小—YouTube